# Dominik Nguyễn Văn Hạnh
Św. Dominik Nguyễn Văn Hạnh (wiet. Ðaminh Nguyễn Văn Hạnh) (ur. 1772 r. w prowincji Nghệ An w Wietnamie – zm. 1 sierpnia 1838 r. w Ba Tòa w Wietnamie) – dominikanin, męczennik, święty Kościoła katolickiego.
Dominik Nguyễn Văn Hạnh już w młodym wieku chciał być księdzem. Po otrzymaniu święceń kapłańskich został dominikaninem w 1826 r. Po rozpoczęciu prześladowań przez pewien czas ukrywał się. Został aresztowany w lipcu 1838 r. Był wielokrotnie torturowany, gdyż próbowano zmusić go do podeptania krzyża i figurki Matki Boskiej. Został ścięty 1 sierpnia 1838 r. razem z Bernardem Võ Văn Duệ.
Dzień wspomnienia: 24 listopada w grupie 117 męczenników wietnamskich.
Beatyfikowany 27 maja 1900 r. przez Leona XIII, kanonizowany przez Jana Pawła II 19 czerwca 1988 r. w grupie 117 męczenników wietnamskich.